# 달 레이저 거리 측정실험

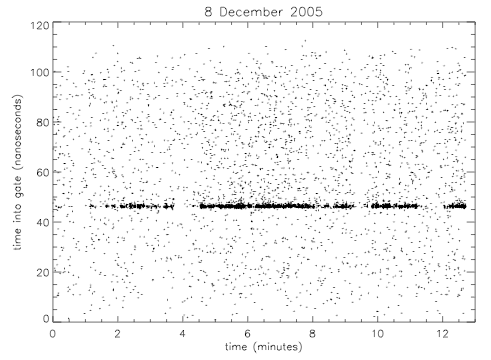
APOLLO 협력 광자펄스 귀환시간

달 레이저 거리 측정실험은 아폴로 호가 가져다 둔 반사경을 향해 레이저를 발사한 후 반사되어 돌아오는 시간을 측정한 실험이다.
지구와 달 사이의 거리측정의 목적은 달과의 평균거리를 결정하는 데 있다고 할 수 있다. 이 때문에 20세기 전반까지는 방대한 수의 자오환 관측 결과를 집적시켜 그 거리를 구했다.

전파를 발사하여 이것이 달 표면에서 반사하여 돌아오는 시간을 측정해서 달까지의 거리를 구하였다. 이 방법은 단시간에 측정이 가능하였지만 그 정밀도는 종래의 방법과 같은 정도였다. 그 후 아폴로 우주선 등에 의해서 달 표면에 반사기(反射器)가 설치되고, 이것과 지구 위 관측점과의 거리를 레이저 광선으로 구하는 방법이 개발되어, 1982년에는 오차 50cm 이하의 정밀한 거리가 측정되었다.

## 같이 보기
- 라이다